# 장병규 (정치인)
장병규(1920년 ~ )는 조선민주주의인민공화국의 정치인이다. 최고검찰소 소장 겸 최고인민회의 제12기 대의원을 지냈으며, 현재 조선로동당 중앙위원회 정치국 위원 겸 최고인민회의 제13기 대의원이다.

## 경력
1962년 평양시 인민위원회 건설총국장을 거쳐 1963년 평양지구 건설위원회 위원장을 지냈다. 2010년 4월 중앙검찰소장에 임명되었다. 2010년 9월, 조선로동당 중앙위원회 위원에 선임되었다. 2011년 4월부터 2014년 4월까지 최고인민회의 법제위원회 위원장을 역임했으며 2017년 4월 중앙검찰소장과 최고인민회의 법제위원회 위원에서 해임되었다.

## 최고인민회의 대의원
2009년 4월 최고인민회의 제12기 대의원을 거쳐 2014년 3월 제13기 대의원으로 선출되었다.

## 기타
2010년 11월 조명록, 2011년 김정일 사망 당시에 국가 장의위원회 위원을 맡았다.